# Melissa Reeves
Melissa Reeves (z domu Melissa Brennan; ur. 14 marca 1967 w Eatontown) – amerykańska aktorka. Znana jest przede wszystkim z roli Jennifer Horton Deveraux w amerykańskiej operze mydlanej Dni naszego życia emitowanej przez amerykańską stację NBC.

## Kariera
Zadebiutowała rolą Jade Perkins w amerykańskim serialu Santa Barbara. W 1985 przyjęła rolę Jennifer Horton w serialu Dni naszego życia, z której zrezygnowała w 1995. Rolę po niej przejęła Stephanie Cameron. Powróciła do roli pięć lat później w 2000, a następnie w 2006 ponownie odeszła z obsady – tym razem z powodów rodzinnych. Od 2010 znów gra rolę Jennifer.

## Wybrana filmografia
- 1983: Somewhere Tomorrow – jako Georgina
- 1984–1985:: Santa Barbara – jako Jade Perkins
- 1985–1995, 2000–2006, od 2010: Dni naszego życia – jako Jennifer Horton
- 1987: Letnie nocne koszmary – jako Heather
- 1999: Nasze małe troski – jako Becki Dilley